# Temporada 1968-1969 del RCD Espanyol
Dades de la Temporada 1968-1969 del RCD Espanyol.

## Fets Destacats
- 12 d'agost de 1968: Copa Internacional: TSV 1860 München 2 - Espanyol 1[4]
- 20 d'agost de 1968: Copa Internacional: Austria Viena 1 - Espanyol 3[5]
- 5 de setembre de 1968: Amistós: Espanyol 0 - ADO Den Haag 0[6]
- 29 de setembre de 1968: Lliga: Espanyol 4 - Deportivo de La Coruña 0[7]
- 6 d'octubre de 1968: Lliga: Córdoba CF 5 - Espanyol 0[8]
- 20 d'abril de 1969: Lliga: CD Málaga 4 - Espanyol 0[9]
- 20 d'abril de 1969: Per segon cop en la seva història l'Espanyol perd la categoria i baixa a Segona Divisió.

## Resultats i Classificació
- Lliga d'Espanya: Quinzena posició amb 24 punts (30 partits, 8 victòries, 8 empats, 14 derrotes, 29 gols a favor i 36 en contra).
- Copa d'Espanya: Eliminat pel CD Málaga a vuitens de final.
- Copa Internacional:  Campió del grup A5 en superar TSV 1860 München i Austria Viena.

## Plantilla
| P   | Jugador                    | Lliga | Lliga | Copa d'Espanya | Copa d'Espanya |
| P   | Jugador                    | PJ    | G     | PJ             | G              |
| --- | -------------------------- | ----- | ----- | -------------- | -------------- |
| POR | Ramon Coll                 | 24    | -25   | 2              | -5             |
| POR | Francisco Romero           | 6     | -11   | -              | -              |
| POR | Joan Josep Bertomeu        | -     | -     | -              | -              |
| DEF | Joan Martínez Vilaseca     | 18    | 1     | 2              | -              |
| DEF | José Mingorance            | 18    | -     | -              | -              |
| DEF | Miguel Ángel Ochoa         | 15    | -     | 2              | -              |
| DEF | Julià Riera                | 13    | -     | 1              | -              |
| DEF | Manuel Fernández Osorio    | 10    | -     | -              | -              |
| DEF | José López                 | 9     | -     | -              | -              |
| DEF | Ignacio Miguel Bergara     | 8     | 4     | 1              | -              |
| DEF | Antoni Carbonell           | 3     | -     | 1              | -              |
| DEF | Juan Manuel Tartilán       | -     | -     | 1              | -              |
| DEF | Jaume Sabaté               | -     | -     | -              | -              |
| MIG | Jesús Glaría               | 30    | -     | 2              | -              |
| MIG | José A. Morante Lico       | 25    | 1     | 1              | -              |
| MIG | Josep Maria Vall           | 20    | 2     | 2              | -              |
| MIG | Rafael Granero             | 18    | -     | -              | -              |
| MIG | Marcial Pina               | 16    | 1     | -              | -              |
| MIG | Alfred Parés               | 9     | -     | -              | -              |
| DAV | Cayetano Ré                | 28    | 5     | 2              | 1              |
| DAV | José María García Lavilla  | 26    | 4     | 2              | 1              |
| DAV | Carmelo Amas               | 14    | 5     | 1              | -              |
| DAV | José María Sánchez Rodilla | 14    | 5     | 1              | -              |
| DAV | Josep Maria Rodri          | 6     | 1     | 1              | -              |
| DAV | Antoni Esteve              | -     | -     | -              | -              |
| DAV | Juan María Amiano          | -     | -     | -              | -              |